# ヒダカマコト
ヒダカマコト（ひだかまこと、日高  誠　1978年（昭和53年）5月22日 - ）は、日本のイラストレーター。宮崎県東諸県郡国富町出身。

## 略歴
宮崎県立佐土原高等学校、成安造形短期大学、大阪デザイナー専門学校卒業。
短大で美術、専門学校でデザインを学んだ後、イラストレーターとしての活動を始める。雑誌やアパレル、広告などのイラストを手掛けている。大阪を拠点に活動後、東京へ上京する。現在は、宮崎県へUターン移住。

### 活動内容
- 新日本プロレス/全日本プロレス/プロレスリング・ノア合同イベント - 【ALL  TOGETHER東日本大震災復興支援チャリティープロレス】にてチャリティーＴシャツデザイン制作で参加。
- 【新日本プロレス＆全日本プロレス創立40周年記念大会】にて創立記念Ｔシャツデザイン制作で参加。
- フリーペーパー【dictionary】インタビュー＆作品掲載。
- 宮崎のＴシャツブランドP’MASとコラボＴシャツ発売。
- 宮崎空港にて4日間ライブペイント開催。
- 円谷プロダクションクリエイティブジャム503rd参加。ジャミラ、ウルトラの父、ウルトラの母をモチーフにイラストを描き下ろし商品が発売された。
- メガハウスより発売のクッキングトイ【フルふるキャンディミックス】のロゴデザインを手掛ける。
- ご当地キティ＆マイメロディ)40th展示会in台北に参加。マイメロディを描き下ろした。
- モスバーガー【45周年ありがとう新聞】の挿絵を担当。
- 株式会社京阪神エルマガジン社出版【SAVVY】２０１８年2月号挿絵を担当。
- 公募ガイド社出版【公募ガイド】２０１８年9月号の表紙と挿絵を担当。
- 【Right-on原宿】フォトミラーのイラストを担当。
- 【日清食品】プロテニスプレイヤー大坂なおみ選手応援動画のイラストを担当。
- 声優・戸松遙ライブツア【LAWSON】presents 戸松遥 5th Live tour 2018 ～COLORFUL GIFT to YOU～】 - パンフレットのイラストを担当。